# Atletica leggera ai Giochi della XX Olimpiade - 800 metri piani femminili

Video della Finale

Gli 800 metri piani hanno fatto parte del programma femminile di atletica leggera ai Giochi della XX Olimpiade. La competizione si è svolta nei giorni 31 agosto-3 settembre 1972 allo Stadio olimpico di Monaco.

## Presenze ed assenze delle campionesse in carica
| Competizione      | Atleta            | Prestazione | Monaco 1972 |
| ----------------- | ----------------- | ----------- | ----------- |
| Olimpiadi 1968    | Madeline Manning  | 2'00”92     | Presente    |
| Commonwealth 1970 | Rosemary Stirling | 2'06”24     | Presente    |
| Asiatici 1970     | Hana Shezifi      | 2'06”5      | Assente     |
| Panamericani 1971 | Abby Hoffman      | 2'05”54     | Presente    |
| Europei 1971      | Vera Nikolić      | 2'00”0      | Presente    |

La vincitrice dei Trials USA è Madeline Manning con 2'05”2.
1. ↑  Sotto la bandiera della Gran Bretagna.

## La gara
Svetla Zlateva batte il record olimpico già nelle batterie: 1'58”93, candidandosi a un ruolo da protagonista.

Le semifinali sono più tattiche: la prima è vinta dalla sovietica Nijolė Sabaitė in 2'00”9; nella seconda prevale la primatista mondiale Hildegard Falck in 2'01”4. La campionessa in carica Madeline Manning, dopo aver passato agevolmente il primo turno, giunge quinta e viene eliminata.

La partenza della finale è veloce: i primi 200 metri sono percorsi in 27”2. Ai 400 metri conduce Ileana Silai, affiancata da Vera Nikolic. La prima a lanciare l'attacco è Svetla Zlateva, che scatta dalla terza posizione (tempo ai 600 metri: 1'28”0). A soli 150 metri dall'arrivo Hildegard Falck prende il comando della gara e s'invola verso la vittoria. Il rumore del pubblico è fortissimo e la tedesca non smette di spingere. Ma non si accorge che la Sabaitė la sta prendendo. La sovietica ha recuperato quasi tutto lo svantaggio sull'atleta di casa, che taglia il traguardo con un solo metro di vantaggio.
Entrambe le atlete sono andate sotto il precedente record olimpico. 
 Cinque finaliste sono scese sotto i due minuti: è stata una delle gare più veloci di sempre.

## Risultati

### Turni eliminatori
| 5 Batterie   | 31 agosto    | 38 iscritte   | Si qualificano le prime 3 + il miglior tempo. |
| 2 Semifinali | 1º settembre | 8 + 8         | Si qualificano le prime 4.                    |
| Finale       | 3 settembre  | 8 concorrenti |                                               |

### Batterie
| Pos. | Atleta                   | Nazione        | Tempo   | Nota |
| ---- | ------------------------ | -------------- | ------- | ---- |
| 1    | Hildegard Falck          | Germania Ovest | 2'01"52 | Q    |
| 2    | Madeline Manning         | Stati Uniti    | 2'02"63 | Q    |
| 3    | Cheryl Peasley           | Australia      | 2'03"11 | Q    |
| 4    | Mary Tracey-Purcell      | Irlanda        | 2'04"18 |      |
| 5    | Martine Duvivier         | Francia        | 2'04"87 |      |
| 6    | Donata Govoni            | Italia         | 2'05"24 |      |
| 7    | Elisabeth Neuenschwander | Svizzera       | 2'06"89 |      |

| Pos. | Atleta              | Nazione        | Tempo   | Nota |
| ---- | ------------------- | -------------- | ------- | ---- |
| 1    | Svetla Zlateva      | Bulgaria       | 1'58"93 | Q    |
| 2    | Vera Nikolić        | Jugoslavia     | 1'59"62 | Q    |
| 3    | Sylvia Schenk       | Germania Ovest | 2'02"22 | Q    |
| 4    | Elżbieta Skowrońska | Polonia        | 2'03"26 |      |
| 5    | Jenny Orr           | Australia      | 2'04"46 |      |
| 6    | Cheryl Toussaint    | Stati Uniti    | 2'08"90 |      |
| 7    | Claire Walsh        | Irlanda        | 2'08"98 |      |
| 8    | Heather Gooding     | Barbados       | 2'19"69 |      |

| Pos. | Atleta             | Nazione          | Tempo   | Nota |
| ---- | ------------------ | ---------------- | ------- | ---- |
| 1    | Nijolė Sabaitė     | Unione Sovietica | 2:01.50 | Q    |
| 2    | Abby Hoffman       | Canada           | 2:01.57 | Q    |
| 3    | Maria Sykora       | Austria          | 2:01.82 | Q    |
| 4    | Gisela Ellenberger | Germania Ovest   | 2:01.92 | q    |
| 5    | Maritta Politz     | Germania Est     | 2:02.40 |      |
| 6    | Margaret Coomber   | Gran Bretagna    | 2:02.99 |      |
| 7    | Emesia Chizunga    | Malawi           | 2:19.22 |      |
| -    | Malak El-Nasser    | Siria            |         | Rit. |

| Pos. | Atleta               | Nazione          | Tempo   | Nota |
| ---- | -------------------- | ---------------- | ------- | ---- |
| 1    | Ileana Silai         | Romania          | 2'01"42 | Q    |
| 2    | Annelise Damm Olesen | Danimarca        | 2'01"77 | Q    |
| 3    | Magdolna Kulcsár     | Ungheria         | 2'02"35 | Q    |
| 4    | Pat Lowe-Cropper     | Gran Bretagna    | 2'03"55 |      |
| 5    | Vasilena Amzina      | Bulgaria         | 2'05"95 |      |
| 6    | Marleen Verheuen     | Belgio           | 2'09"13 |      |
| 7    | Raissa Ruus          | Unione Sovietica | 2'11"18 |      |
| 8    | Lee Chiu-Hsia        | Taiwan           | 2'11"81 |      |

| Pos. | Atleta               | Nazione          | Tempo   | Nota |
| ---- | -------------------- | ---------------- | ------- | ---- |
| 1    | Nina Morhunova       | Unione Sovietica | 2'02"64 | Q    |
| 2    | Gunhild Hoffmeister  | Germania Est     | 2'03"15 | Q    |
| 3    | Rosemary Stirling    | Gran Bretagna    | 2'03"64 | Q    |
| 4    | Sue Haden            | Nuova Zelanda    | 2'04"86 |      |
| 5    | Chereno Maiyo        | Kenya            | 2'04"86 |      |
| 6    | Wendy Koenig-Knudson | Stati Uniti      | 2'08"71 |      |
| 7    | Malika Hadky         | Marocco          | 2'12"46 |      |

### Semifinali
| Pos. | Atleta               | Nazione          | Tempo   | Nota |
| ---- | -------------------- | ---------------- | ------- | ---- |
| 1    | Nijolė Sabaitė       | Unione Sovietica | 2'00"90 | Q    |
| 2    | Gunhild Hoffmeister  | Germania Est     | 2'01"21 | Q    |
| 3    | Abby Hoffman         | Canada           | 2'01"37 | Q    |
| 4    | Vera Nikolić         | Jugoslavia       | 2'01"49 | Q    |
| 5    | Sylvia Schenk        | Germania Ovest   | 2'01"50 |      |
| 6    | Annelise Damm Olesen | Danimarca        | 2'04"19 |      |
| 7    | Cheryl Peasley       | Australia        | 2'04"56 |      |
| -    | Magdolna Kulcsár     | Ungheria         |         | NP   |

| Pos. | Atleta             | Nazione          | Tempo   | Nota |
| ---- | ------------------ | ---------------- | ------- | ---- |
| 1    | Hildegard Falck    | Germania Ovest   | 2'01"41 | Q    |
| 2    | Svetla Zlateva     | Bulgaria         | 2'01"66 | Q    |
| 3    | Ileana Silai       | Romania          | 2'01"85 | Q    |
| 4    | Rosemary Stirling  | Gran Bretagna    | 2'02"36 | Q    |
| 5    | Madeline Manning   | Stati Uniti      | 2'02"39 |      |
| 6    | Maria Sykora       | Austria          | 2'02"44 |      |
| 7    | Gisela Ellenberger | Germania Ovest   | 2'02"97 |      |
| 8    | Nina Morhunova     | Unione Sovietica | 2'04"93 |      |

### Finale
| Pos.    | Atleta              | Età | Nazione          | Tempo   | Nota            |
| ------- | ------------------- | --- | ---------------- | ------- | --------------- |
| Oro     | Hildegard Falck     | 23  | Germania Ovest   | 1'58"55 | Record olimpico |
| Argento | Nijolė Sabaitė      | 22  | Unione Sovietica | 1'58"65 |                 |
| Bronzo  | Gunhild Hoffmeister | 28  | Germania Est     | 1'59"19 |                 |
| 4       | Svetla Zlateva      | 20  | Bulgaria         | 1'59"72 |                 |
| 5       | Vera Nikolić        | 23  | Jugoslavia       | 1'59"98 |                 |
| 6       | Ileana Silai        | 30  | Romania          | 2'00"04 |                 |
| 7       | Rosemary Stirling   | 24  | Gran Bretagna    | 2'00"15 |                 |
| 8       | Abby Hoffman        | 25  | Canada           | 2'00"17 |                 |